# ADE Senador Guiomard
Az Associação Desportiva Senador Guiomard, röviden ADESG egy brazil labdarúgócsapat Senador Guiomard városában. Az együttest 1982-ben hozták létre és Acre állam másodosztályának tagja.

## Sikerlista

### Állami
- 1-szeres Acriano bajnok: 2006